# Bombardeiro
Bombardeiro é uma aeronave militar projetada para atacar alvos terrestres, através principalmente do lançamento de bombas.

## História
O primeiro uso de uma bomba lançada do ar (na verdade, quatro granadas de mão especialmente fabricadas pelo arsenal naval italiano) foi realizada pelo segundo-tenente italiano Giulio Gavotti em 1.º de novembro de 1911 durante a Guerra Ítalo-Turca na Líbia — embora seu avião não fosse projetado para a tarefa de bombardeio, e seus ataques improvisados a posições otomanas tiveram pouco impacto. Essas esferas de aço cheias de ácido pícrico foram apelidadas de "bailarinas" pelas fitas de tecido esvoaçantes anexadas.

### Primeiros bombardeiros

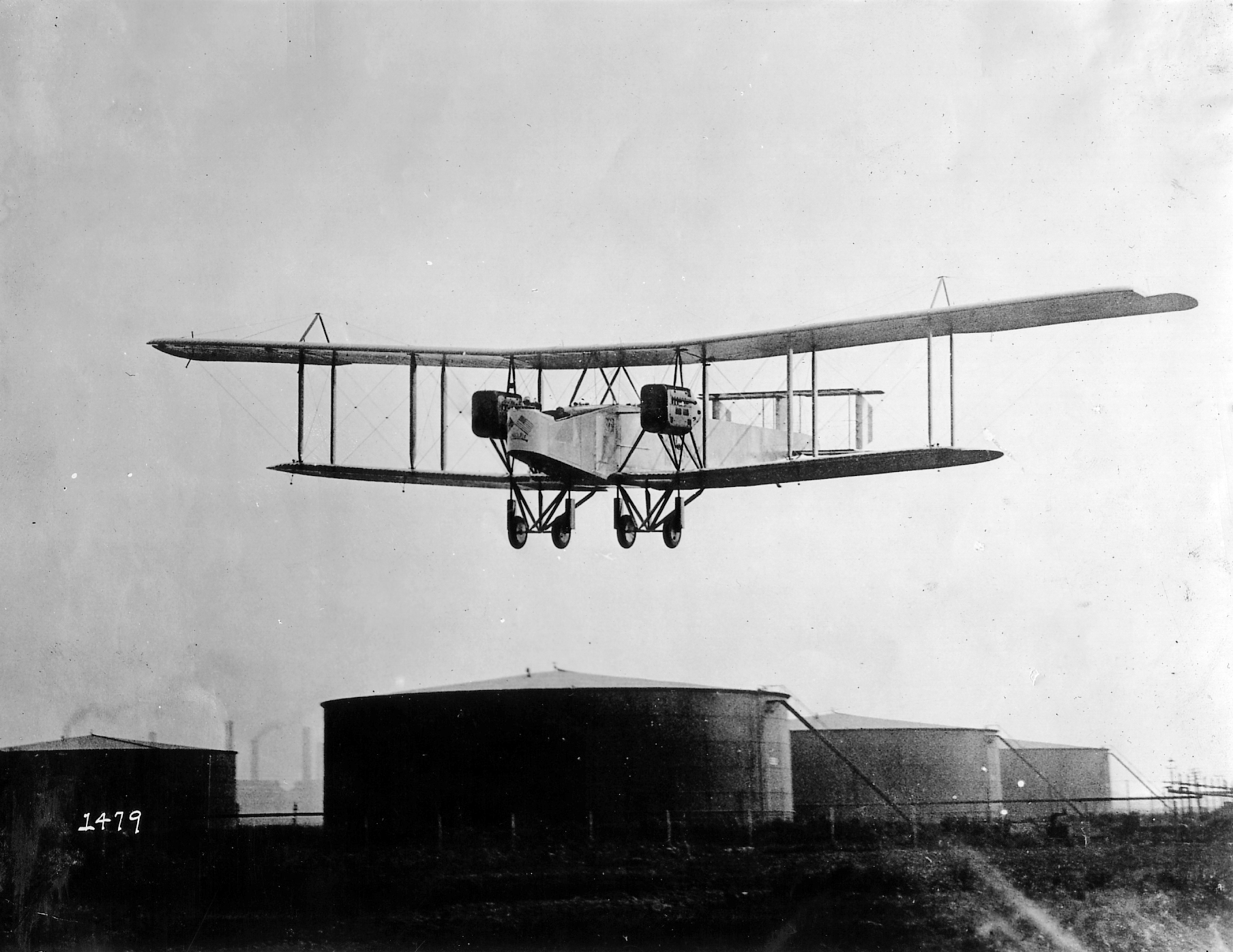
Um Handley Page Type O
britânico, 1918.

Em 16 de outubro de 1912, o observador Prodan Tarakchiev lançou duas dessas bombas na estação ferroviária turca de Karağaç (perto da sitiada Edirne) de um avião Albatros F.2 pilotado por Radul Milkov, pela primeira vez nesta campanha. Este é considerado o primeiro uso de uma aeronave como bombardeiro.
As primeiras aeronaves mais pesadas que o ar propositadamente projetadas para bombardeio foram o italiano Caproni Ca.30 e o britânico Bristol T.B.8, ambos de 1913. O Bristol T.B.8 foi um biplano monomotor britânico construído pela Bristol Aeroplane Company. Eles foram equipados com uma mira prismática no cockpit dianteiro e um porta-bomba cilíndrico na fuselagem dianteira inferior capaz de transportar doze bombas de 10 lb (4,5 kg), que poderiam ser lançadas individualmente ou como uma salva, conforme necessário.
A aeronave foi comprada para uso tanto pelo Royal Naval Air Service quanto pelo Royal Flying Corps (RFC), e três TB8s, que estavam sendo exibidos em Paris em dezembro de 1913, equipados com equipamentos de bombardeio, foram enviados para a França após a eclosão da guerra. Sob o comando de Charles Rumney Samson, um bombardeio contrabaterias de armas alemãs em Middelkerke, Bélgica, foi executado em 25 de novembro de 1914.
O dirigível, foi desenvolvido no início do século XX. Os primeiros dirigíveis eram propensos a desastres, mas lentamente o dirigível tornou-se mais confiável, com uma estrutura mais rígida e uma pele mais forte. Antes da eclosão da guerra, os Zeppelins, uma forma maior e mais simplificada de aeronave projetada pelo conde alemão Ferdinand von Zeppelin, foram equipados para transportar bombas para atacar alvos a longa distância. Estes foram os primeiros bombardeiros estratégicos de longo alcance. Embora o braço aéreo alemão fosse forte, com um total de 123 aeronaves até o final da guerra, eles eram vulneráveis a ataques e falhas de motor, bem como problemas de navegação. Dirigíveis alemães causaram poucos danos em todos os 51 ataques, com 557 britânicos mortos e 1 358 feridos. A Marinha Alemã perdeu 53 de seus 73 dirigíveis, e o Exército Alemão perdeu 26 de seus 50 navios.
O Caproni Ca 30 foi construído por Gianni Caproni na Itália. Era um biplano de fuselagem dupla com três motores giratórios Gnome de 67 kW (80 hp) e voou pela primeira vez em outubro de 1914. Os voos de teste revelaram que a potência era insuficiente e o layout do motor impraticável, e Caproni logo adotou uma abordagem mais convencional instalando três 81 kW (110 cv) Fiat A.10s. O design melhorado foi comprado pelo exército italiano e foi entregue em quantidade a partir de agosto de 1915.
Embora usado principalmente como treinador, os Avro 504 também foram brevemente usados como bombardeiros no início da Primeira Guerra Mundial pelo Royal Naval Air Service (RNAS) quando foram usados para ataques nos galpões de dirigíveis alemães.

## Classificação
- Bombardeiros estratégicos são projetados para missões de longo alcance para ataques a alvos estratégicos como bases de suprimentos, pontes, fábricas e estaleiros, com a intenção de prejudicar a capacidade do inimigo sustentar a guerra. Exemplos: Avro Lancaster, B-17 Flying Fortress, B-52 Stratofortress, Tupolev Tu-16, Tupolev Tu-160.

- Bombardeiros táticos são aviões menores que operam missões de alcance mais curto, tipicamente em conjunto com tropas terrestres. Esta função é realizada por vários tipos de plataformas, incluindo as listadas abaixo. Em termos modernos, qualquer avião de combate e ataque ao solo que não seja um bombardeiro estratégico projetado especificamente para tal fim, pode ser classificado nesta categoria.

- Aeronaves de apoio aéreo aproximado são projetadas para sobrevoar longamente o campo de batalha e atacar alvos táticos como tanques, veículos e concentrações de tropas inimigas. Exemplos: Junkers Ju 87 Stuka, Ilyushin Il-2 Sturmovik, A-10 Thunderbolt II, Sukhoi Su-25.

- O caça-bombardeiro (também chamado caça tático ou caça de ataque) é uma aeronave multifuncional, que tem a capacidade (ao menos teórica) de ser equipada tanto para combate ar-ar como para combate ar-superfície, geralmente interdição aérea. Muitos caças-bombardeiros também foram concebidos para se engajar em combate aéreo logo após atacar alvos terrestres, na chamada capacidade "swing role". As modernas aeronaves multifuncionais de combate são projetadas para realizar múltiplos tipos de missão, devido a restrições orçamentárias e à necessidade de versatilidade. Exemplos: Panavia Tornado, AMX, Chengdu J-10, Sukhoi Su-7, F-105 Thunderchief e F/A-18 Hornet, Sukhoi Su-27, Sukhoi Su-30, Rafale.

|  |  |  |